# Félix af Luxembourg
Prins Félix af Luxembourg (Félix Léopold Marie Guillaume, født 3. juni 1984 i Luxembourg by) er en luxemburgsk prins. Han er næstældste søn af storhertug Henri og storhertuginde Maria Teresa og nummer tre i den luxemburgske arvefølge efter sin bror Guillaume af Luxembourg og hans søn prins Charles af Luxembourg.

## Ægteskab og børn
Den 13. december 2012 blev det bekræftet, at prins Félix var forlovet med den tyske bioetikforsker Claire Lademacher.
Den borgerlige vielse fandt sted den 17. september 2013 i Königstein im Taunus i Hessen i Tyskland. Den blev efterfulgt af en religiøs vielse den 21. september 2013 i Sainte Marie-Madeleine basilikaen i Saint-Maximin-la-Sainte-Baume i Sydfrankrig. Siden brylluppet har parret levet i det sydlige Frankrig ved Château Les Crostes, en vingård i Lorgues, der i mange år har været ejet af Lademacher-familien.
Prins Félix og prinsesse Claires datter, prinsesse Amalia Gabriela Maria Theresa, blev født den 15. juni 2014 på Maternité Grande-Duchesse Charlotte Hospital i Luxembourg. En søn, prins Liam Henri Hartmut, blev født på Beaulieu General Clinic i Genève den 28. november 2016.
I juli 2023 blev det offentliggjort, at parret ventede et tredje barn. Claire fødte en søn, prins Balthasar Felix Karl af Nassau, den 7. januar 2024.